# محمية ماساي مارا الوطنية
محمية ماساي مارا هي محمية طبيعية في كينيا وتجاور متنزه سيرينغيتي الوطني في تنزانيا سميت بهذا الاسم تكريماً لـ شعب الماساي (السكان القدماء لهذه المنطقة) ومارا في لغة الماساي تعني منقط وهو وصف للمنطقة كما تبدو للناظر من بعيد والتي تصف دوائر الأشجار والشجيرات والسافانا وظلال الغيوم التي تميز هذه المنطقة.
وهي مشهورة عالمياً بالحيوانات الموجودة فيها مثل نمر إفريقي وفهد جنوب شرق إفريقيا, والهجرة السنوية لـ حمار الزرد، غزال طومسون, والنو من وإلى سيرينغيتي كل سنة من يوليو وحتى أكتوبر والتي تعرف بالهجرة الكبرى.
محمية ماساي مارا تبلغ مساحتها الكلية 1,510 كم2 وهي جزء صغير من نظام مارا الإيكولوجي الأكبر، والذي يتضمن مجموعة مزارع أخرى.
أحد أكبر المحميات الطبيعية في العالم والتي قامت الحكومة الكينية باستثمارها لكي تغطي نفقاتها الهائلة عليها فتحولت إلى أكبر منتجع طبيعي في العالم لما تحتوية من منتجعات و فنادق على الطراز الأفريقي وتنظيم رحلات السفاري و الصيد داخلها وتسببت هذة الفكرة الرائعة في جلب مئات الألاف من السياح على مدار العام ممن يستهويهم مشاهدة الحيوانات في بيئتها الطبيعية والأصلية.